# Ah! Ça ira

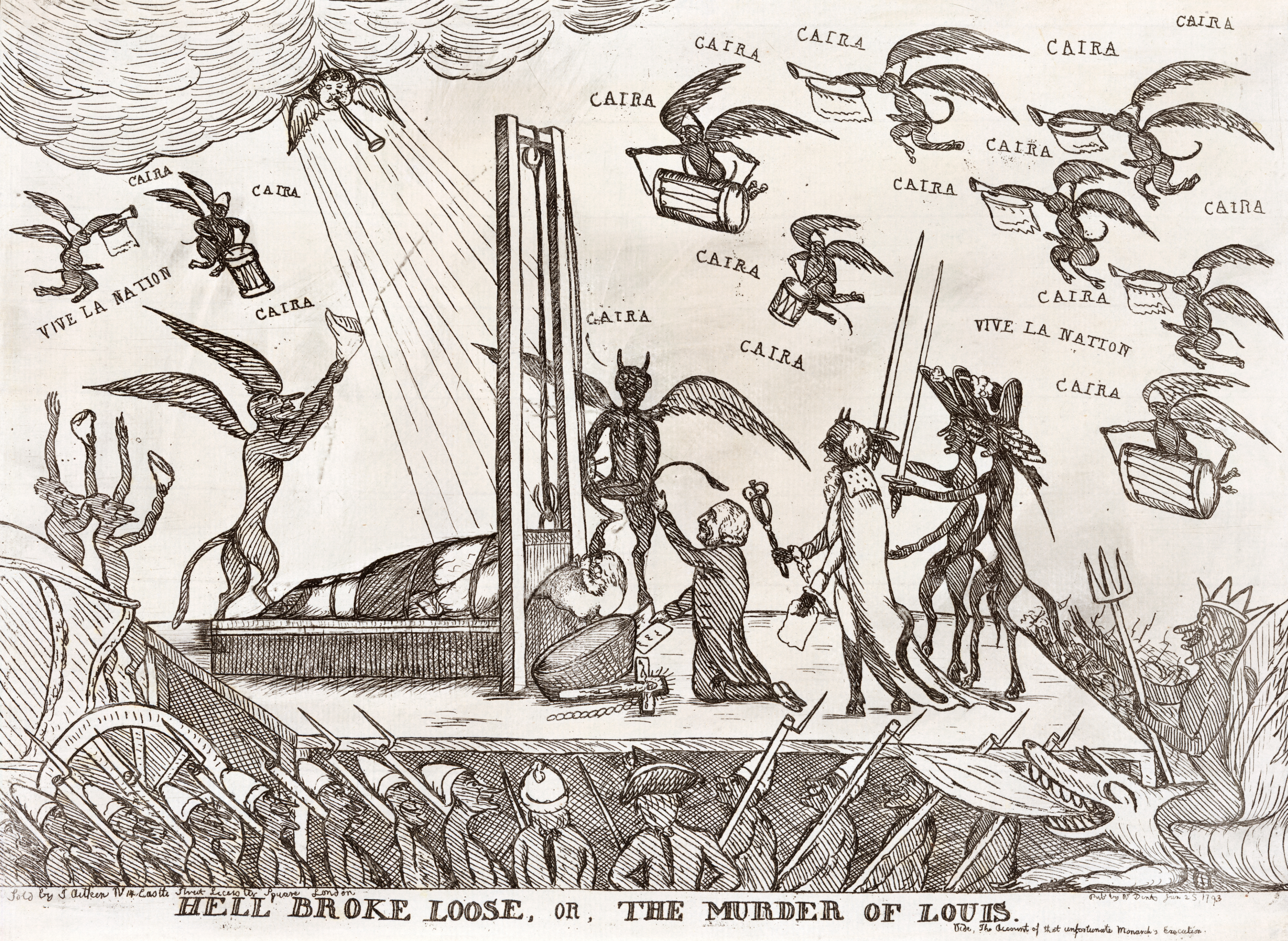
Los demonios en el cielo cantan "Ça ira" mientras la hoja de la guillotina corta la cabeza de Luis XVI en esta impresión británica publicada apenas cuatro días después de la ejecución del rey el 21 de enero de 1793.

"Ah! Ça ira" ( /sa i.ʁa/; Francés: "todo estará bien") es una canción emblemática de la Revolución Francesa, escuchada por primera vez en mayo de 1790.  Sufrió varios cambios en la redacción, y en todos ellos se utilizaron las palabras del título como parte del estribillo.

## Versión original
El autor de las palabras originales " Ah! ça ira, ça ira, ça ira" era un ex soldado llamado Ladré que se ganaba la vida como cantante callejero.
La música es un aire de contradanza popular llamado "Le carillon national", y fue compuesta por Bécourt, violinista (según otras fuentes: baterista lateral ) del théâtre Beaujolais. Se dice que la propia reina María Antonieta tocaba a menudo la música en su clavecín . 
El título y el tema del estribillo se inspiraron en Benjamín Franklin, quien gozó de gran popularidad entre el pueblo francés tras su estancia como representante del Congreso Continental de 1776 a 1785. Cuando se le preguntaba sobre la Guerra Revolucionaria Estadounidense, respondía, en un francés algo entrecortado, " Ça ira, ça ira" ("Todo estará bien, todo estará bien"). 

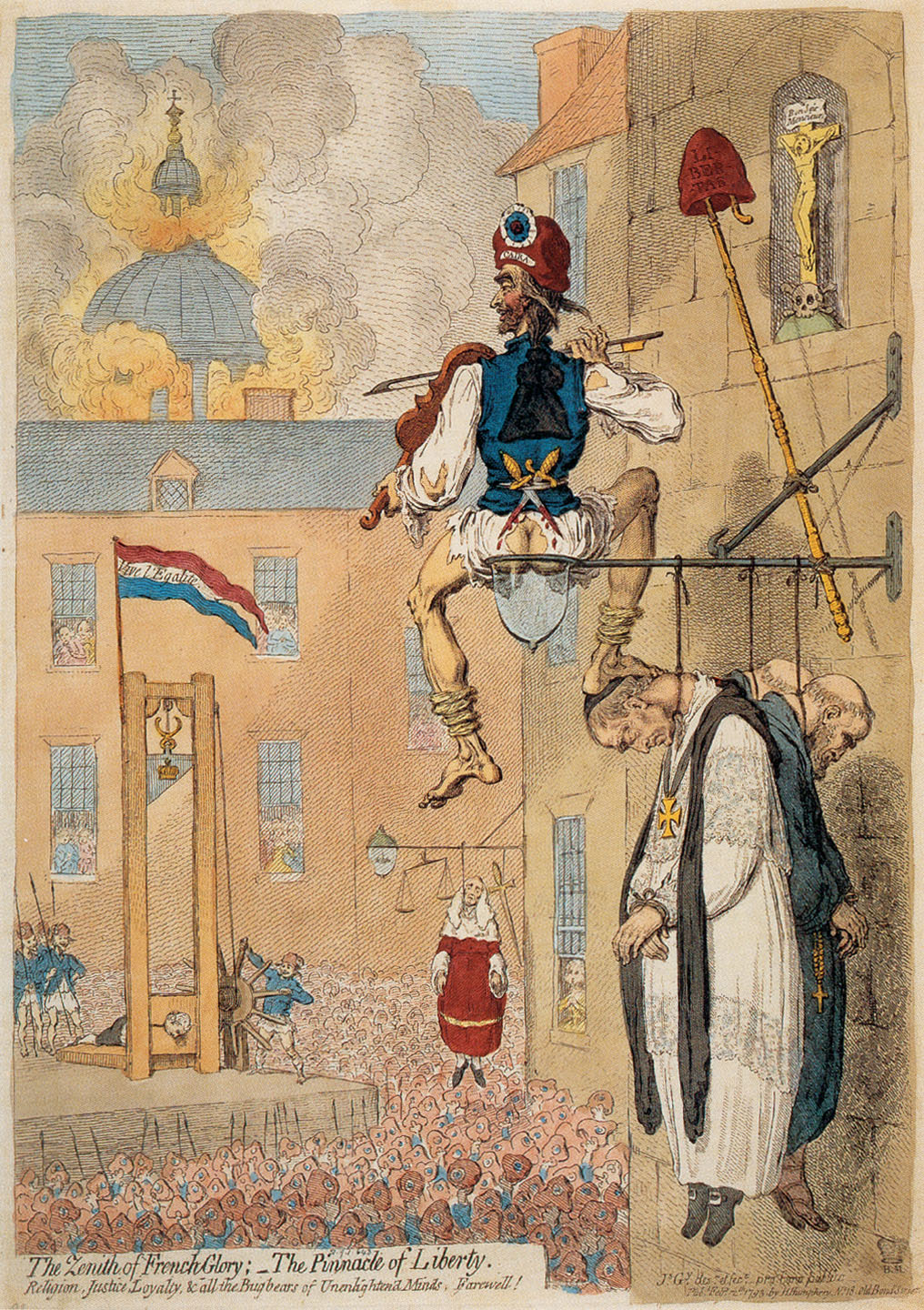
"Ah Ça ira" está escrita en el sombrero de este músico en esta ilustración de propaganda británica.

| Ah ! ça ira, ça ira, ça ira Le peuple en ce jour sans cesse répète, Ah ! ça ira, ça ira, ça ira Malgré les mutins tout réussira ! Nos ennemis confus en restent là Et nous allons chanter « Alléluia ! » Ah ! ça ira, ça ira, ça ira Quand Boileau jadis du clergé parla Comme un prophète il a prédit cela. En chantant ma chansonnette Avec plaisir on dira : Ah ! ça ira, ça ira, ça ira. Suivant les maximes de l'évangile Du législateur tout s'accomplira. Celui qui s'élève on l'abaissera Celui qui s'abaisse on l'élèvera. Le vrai catéchisme nous instruira Et l'affreux fanatisme s'éteindra. Pour être à la loi docile Tout Français s'exercera. Ah ! ça ira, ça ira, ça ira. Pierrette et Margot chantent la guinguette Réjouissons-nous, le bon temps viendra ! Le peuple français jadis à quia, L'aristocrate dit : « Mea culpa ! » Le clergé regrette le bien qu'il a, Par justice, la nation l'aura. Par le prudent Lafayette, Tout le monde s'apaisera. Ah ! ça ira, ça ira, ça ira Par les flambeaux de l'auguste assemblée, Ah ! ça ira, ça ira, ça ira Le peuple armé toujours se gardera. Le vrai d'avec le faux l'on connaîtra, Le citoyen pour le bien soutiendra. Ah ! ça ira, ça ira, ça ira Quand l'aristocrate protestera, Le bon citoyen au nez lui rira, Sans avoir l'âme troublée, Toujours le plus fort sera. Petits comme grands sont soldats dans l'âme, Pendant la guerre aucun ne trahira. Avec cœur tout bon Français combattra, S'il voit du louche, hardiment parlera. Lafayette dit : « Vienne qui voudra ! » Sans craindre ni feu, ni flamme, Le Français toujours vaincra ! | ¡Ah! Todo irá bien, Todo irá bien, Todo irá bien El pueblo repite este día una y otra vez, ¡Ah! Todo irá bien, Todo irá bien, Todo irá bien A pesar de los amotinados todo saldrá bien. Nuestros enemigos, confundidos, quedan petrificados Y cantaremos Aleluya ¡Ah! Todo irá bien, Todo irá bien, Todo irá bien Cuando Boileau habló del clero Como un profeta predijo esto. Al cantar mi cancioncita Con gusto, la gente dirá, ¡Ah! Todo irá bien, Todo irá bien, Todo irá bien. Según los preceptos del Evangelio Del legislador todo se cumplirá El que se enaltece será humillado El que es humilde será enaltecido El verdadero catecismo nos instruirá Y el terrible fanatismo será apagado. En ser obediente a la Ley Todo francés se entrenará. ¡Ah! Todo irá bien, Todo irá bien, Todo irá bien. Pierrette y Margot cantan la guinguette ¡Alegrémonos, vendrán tiempos buenos! El pueblo francés solía guardar silencio, El aristócrata dice: "¡Mea culpa!" El clero lamenta su riqueza, A través de la justicia, la nación la tendrá. Gracias al cuidadoso Lafayette, Todos se calmarán. ¡Ah! Todo irá bien, Todo irá bien, Todo irá bien A las antorchas de la augusta asamblea, ¡Ah! Todo irá bien, Todo irá bien, Todo irá bien Un pueblo armado siempre se cuidará a sí mismo. Saberemos distinguir el bien del mal, El ciudadano apoyará el Bien. ¡Ah! Todo irá bien, todo irá bien, todo irá bien Cuando el aristócrata proteste, el buen ciudadano se reirá en su cara, sin turbar su alma, y cada día será el más fuerte. Pequeños y grandes son soldados en el alma, durante la guerra nadie traicionará. Con corazón todos los buenos franceses lucharán, si ve algo sospechoso hablará con valentía. Lafayette dice "¡venid si queréis!" Sin miedo al fuego ni a las llamas, ¡los franceses siempre ganarán! |

## Versión de los Sans-culotte
En etapas posteriores de la revolución, muchos sans-culottes utilizaron varias estrofas mucho más agresivas, pidiendo el linchamiento de la nobleza y el clero.
| Ah! ça ira, ça ira, ça ira les aristocrates à la lanterne! Ah! ça ira, ça ira, ça ira les aristocrates on les pendra! Si on n' les pend pas On les rompra Si on n' les rompt pas On les brûlera. Ah! ça ira, ça ira, ça ira les aristocrates à la lanterne! Ah! ça ira, ça ira, ça ira les aristocrates on les pendra! Nous n'avions plus ni nobles, ni prêtres, Ah ! ça ira, ça ira, ça ira, L'égalité partout régnera. L'esclave autrichien le suivra, Ah ! ça ira, ça ira, ça ira, Et leur infernale clique Au diable s'envolera. Ah! ça ira, ça ira, ça ira les aristocrates à la lanterne! Ah! ça ira, ça ira, ça ira les aristocrates on les pendra! Et quand on les aura tous pendus On leur fichera la paille au cul, Imbibée de pétrole, vive le son, vive le son, Imbibée de pétrole, vive le son du canon. | Ah! todo estará bien, todo estará bien, todo estará bien¡Los aristócratas a la hoguera!¡Ah! todo estará bien, todo estará bien, todo estará bien¡Los aristócratas serán ahorcados!Si no los colgamosLos romperemosSi no los rompemosLos quemaremos.¡Ah! todo estará bien, todo estará bien, todo estará bien¡Los aristócratas a la hoguera!¡Ah! todo estará bien, todo estará bien, todo estará bien¡Los aristócratas serán ahorcados!Ya no tenemos nobles ni sacerdotes,¡Ah! todo estará bien, todo estará bien, todo estará bien,La igualdad reinará en todas partes.El esclavo austríaco lo seguirá,¡Ah! todo estará bien, todo estará bien, todo estará bien,Y su clic infernalEl diablo se irá volando.¡Ah! todo estará bien, todo estará bien, todo estará bien¡Los aristócratas a la hoguera!¡Ah! todo estará bien, todo estará bien, todo estará bien¡Los aristócratas serán ahorcados!Y cuando todos los hayamos colgadoLes echaremos paja en el culo.Empapado en aceite, viva el sonido, viva el sonido,Empapado en aceite, viva el sonido del cañón. |

## Uso postrevolucionario
La canción sobrevivió más allá del Reinado del Terror y, durante el Directorio, se volvió obligatorio cantarla antes de los espectáculos. Estaba prohibido por el Consulado.
El barco de línea La Couronne pasó a llamarse Ça Ira en 1792 en referencia a esta canción.
En la batalla de Famars de 1793, el 14.º Regimiento de Infantería, el Regimiento de West Yorkshire, atacó a los franceses con la música de "Ça ira" (el coronel comenta que "vencería a los franceses a su maldita melodía"). Posteriormente, el regimiento recibió la melodía como honor de batalla y marcha rápida del regimiento. Desde entonces ha sido adoptado por el Regimiento de Yorkshire.
Friedrich Witt citó este motivo en el final de su Sinfonía núm. 16 en La mayor. Aunque se desconoce el año de su finalización, está claro que fue escrito en la década de 1790.
Carl Schurz, en el volumen 1, capítulo 14, de sus Reminiscencias, informó desde su exilio en Inglaterra que tras el golpe de Estado francés de Napoleón III en 1851, "Nuestros amigos franceses gritaron, chillaron, gesticularon y arrojaron nombres oprobios a Luis Napoleón y maldijeron". sus ayudantes, y bailó la Carmagnole y cantó 'Ah Ça ira'.
El compositor ruso Nikolai Myaskovsky utilizó tanto "Ah Ça ira" y La Carmagnole en el final de su Sinfonía n.º 6 en mi bemol menor Revolucionaria.

## Adaptaciones modernas
Édith Piaf cantó una versión alternativa tipo sans-culottes para la banda sonora de la película Asuntos reales en Versalles ( Si Versailles m'était conté ) (1954) de Sacha Guitry .

La canción aparece en la serie de televisión de 1999 The Scarlet Pimpernel, protagonizada por Richard E. Grant . Allí la letra se canta en inglés de la siguiente manera:
Ah ça ira, ça ira, ça ira

Over in France there's a revolution

Ah ça ira, ça ira, ça ira

Watch what you say or you'll lose your head

Ah ça ira, ça ira, ça ira

Pass some time, see an execution!

Ah ça ira, ça ira, ça ira

Une deux trois and you fall down dead

Ah ça ira, ça ira, ça ira

Hear the tale of Marie Antoinette-a!

Ah ça ira, ça ira, ça ira

A bloodier sight you have never seen!
La versión de Edith Piaf (1953) aparece en las escenas iniciales de la película de Ridley Scott de 2023, 'Napoleón'.
En una escena inicial de la novela ¿Qué hacer? de Nikolay Chernyshevsky, se muestra a la protagonista Vera Pavlovna cantando una canción con ça ira en el estribillo, acompañada de una paráfrasis que describe la lucha por un futuro socialista utópico. El traductor francés "AT" de 1875 produjo una versión de cuatro estrofas basándose en la paráfrasis, que fue reproducida íntegramente por Benjamin Tucker en su traducción. 
La banda de metal extremo Gojira junto con la mezzosoprano franco-suiza Marina Viotti tocaron una versión de la canción en la ceremonia de apertura de los Juegos Olímpicos de Verano de 2024 en París, Francia, el 26 de julio de 2024. Su actuación tuvo lugar desde las ventanas de la Conciergerie e incluyó representaciones de María Antonieta decapitada. 